# 朝比奈宗利
朝比奈 宗利（あさひな むねとし）は、戦国時代から江戸時代初期の武将。

## 略歴
駿河国の武将・朝比奈信置の三男で、父と同じく今川氏・武田氏に仕える。天正8年（1580年）駿河に侵攻する徳川家康勢と戦って兄の元永とともに武功があった。天正10年（1582年）甲州征伐の際には持船城に在城し、父と長兄の信良が死去したが、宗利は家康の計らいによって難を逃れた。
その後、羽柴秀吉に仕えたが程なく本能寺の変が起きたため、秀吉の許しを得て家康に合流するために堺へ急行し、家康が既に帰国したと聞くとそのまま三河に走り、400石で家康に仕えることになった。天正12年（1584年）小牧・長久手の戦いでは家康の旗本に属し、長久手での戦闘で首級を挙げている。その後も小田原征伐、関ヶ原の戦い、大坂の陣に従軍している。徳川秀忠の代には世子の家光附きとなった。寛永10年（1633年）大番組頭を辞して小普請に移る。同年、蟄居中の富田信高が没すると、その検使として陸奥岩城へ派遣されている。正保4年（1647年）85歳で没。家督は既に幕府へ出仕していた嫡男の良明が継承した。